# LMG-758
LMG-758 é uma rodovia estadual brasileira de Minas Gerais. Começa na BR-381, em trecho do município de Belo Oriente, e percorre 78,7 km até a BR-259 em Virginópolis. Constitui uma das principais ligações entre as duas rodovias federais, além de possibilitar o acesso dos municípios de Açucena, Guanhães e Virginópolis e parte de Belo Oriente até a Região Metropolitana do Vale do Aço, via BR-381.
Boa parte do trecho foi pavimentado e restaurado entre 2008 e 2009. Tem como características a considerável presença de curvas sinuosas e o tráfego intenso de carretas carregadas com eucalipto da Cenibra produzido na região, inclusive às margens da pista.